# 蜀卢帝
蜀卢帝，又作蜀成帝，是古蜀第六任君主。
開明位號为叢帝。蜀卢帝是叢帝開明的儿子。蜀卢帝是開明王朝第二任帝，统治范围即現在四川省一帶。蜀盧帝攻打秦国，兵至雍城。他的儿子是蜀保子帝。
| 前任： 鳖灵（開明） | 蜀國君主 | 繼任： 蜀保子帝 |